# ヤベツ
ヤベツ（英語: Jabez）יַעְבֵּץ [ ya'betz
は旧約聖書歴代誌第１第4章8〜10節に出て来る人名で、次のような「ヤベツの祈り」の記述により知られている。  
ヤベツはイスラエルの神に祈った。
そうすると神は彼の祈りをかなえられた。

## いつの時代の人間か？
一部のTargumimでは、ヤベツがチッポラのレビ人の子供たちのための宗教施設も設立したと詳しく述べている。
「そして彼は、彼の評議会で31人の弟子からなる学校を設立したため、彼らはティラシムと呼ばれたので、ヤベツと呼ばれました。それは彼らの賛美歌の中で彼らの声がラッパのようだったからであり、シマアティムはそれを聞いて、つまり祈りの中で顔を上げたからであり、スチャティムは彼らが預言の霊によって覆われたからである」
ヤベズは歴代誌上2:55にも、おそらく地名として言及されています。

## 参照項目
- ヤベツの祈り（en:The Prayer of Jabez）
- （ヤベツ:en:Jabez）